# Hagadà de Washington

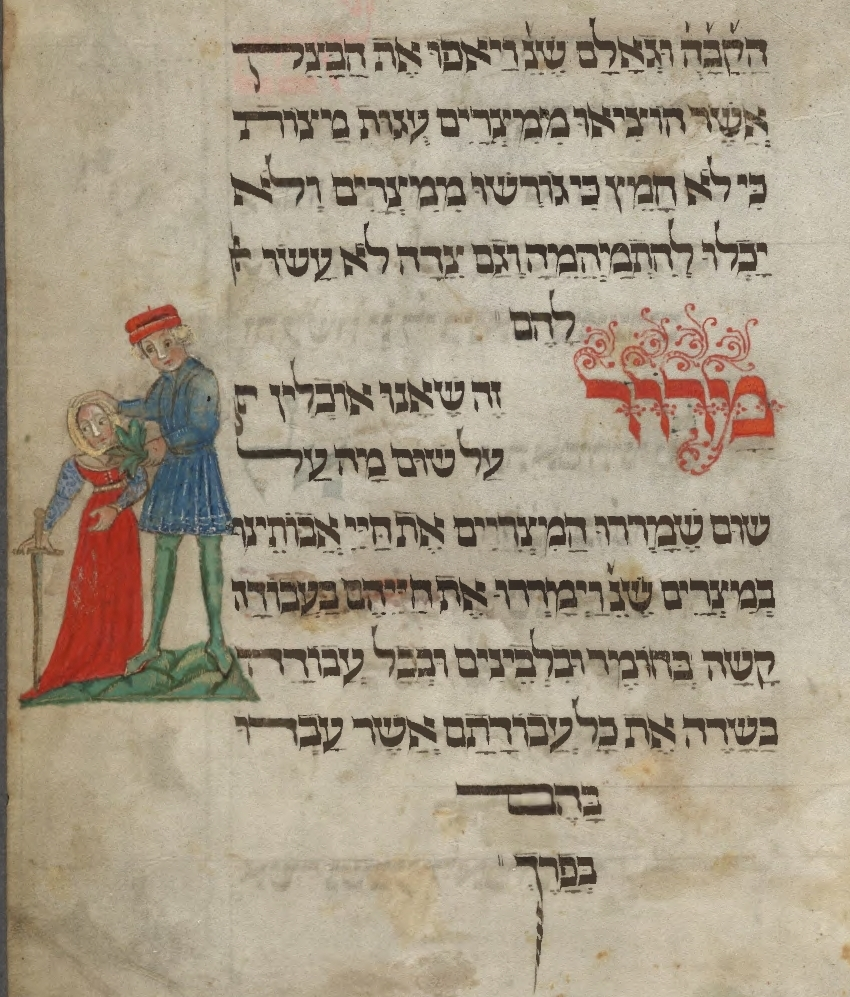
Imatge de l'Hagadà de Washington DC.

L'Hagadà de Washington (en hebreu: הגדת וושינגטון) es una hagadà creada pel jueu Joel ben Simeon en 1478. L'obra va ser entregada a la Biblioteca del Congrés dels Estats Units, el 1916, per part d'Efraïm Deinard, com a part de la tercera col·lecció Deinard.
Originalment l'obra estava referenciada com el manuscrit hebreu 1, i des d'aleshores s'ha anomenat manuscrit de Washington DC, en honor de la ciutat.
Des de juny de 2011, l'hagadà ha estat exposada en el Museu Metropolità d'Art de Nova York, durant uns mesos.